# Eulepidotis bipartita
Eulepidotis bipartita är en fjärilsart som beskrevs av Paul Dognin 1914. Eulepidotis bipartita ingår i släktet Eulepidotis och familjen nattflyn. Inga underarter finns listade i Catalogue of Life.